# 파르마 공작부인 아너마리
파르마 공작부인 아너마리(Princess Annemarie of Bourbon-Parma, Duchess of Parma and Piacenza, 1977년 12월 13일 ~ )는 네덜란드의 컨설턴트, 전직 언론인, 그리고 보르보네파르마가와 네덜란드 왕실의 일원이다. 그녀는 네덜란드 방송국 NOS Journal에서 유럽 정치를 전문으로 하는 텔레비전 기자로 일했다. 2011년에 그녀는 다섯 명의 전 네덜란드 총리들의 삶에 초점을 맞춘 책인 Desmaak van macht를 저술했다. 2019년에 아너마리는 언론을 떠났고 컨설팅 회사인 Ward Howell International에서 파트너를 맺은 첫 번째 여성이 되었다.
그는 파르마 공작 카를로스 왕자의 부인으로, 소멸한 파르마와 피아첸차 공국의 왕위 계승자이자 스페인 왕위 계승자다. 이처럼 아네마리는 칼리스트들에게 스페인의 왕비 아네마리로 여겨진다. 아네마리는 2010년 시아버지인 파르마 공작 카를로스 우고로부터 작위를 받은 몰리나 백작부인이다. 1996년 베아트릭스 여왕이 내린 칙령에 따라 네덜란드 왕자빈 아너마리의 양식과 작위는 네덜란드 왕실의 대가족 자격으로 부여됐다.